# Schlumbergera truncata
A Schlumbergera truncata faj kertészeti változatai révén az egyik legnagyobb mennyiségben szaporított kaktusznak számít, a karácsonyi kaktuszok legismertebb típusát képviseli. Rengeteg kertészeti változata virágaik színében, méretében és szirmaik visszahajlásának mértékében különböznek egymástól, a fehértől a sárgán és a rózsaszínen át a mélyvörösig minden árnyalatban, illetve azok kombinációjában léteznek változatai. Vad alakjának is változó a virágszíne, leggyakrabban vörös, de előfordulnak lila és fehér virágú tövei is.

## Elterjedése és előfordulása
Brazília: Rio de Janeiro állam, Serra do Mar, beleértve a Serra dos Orgaos-t és a tőle délre fekvő alacsonyabban elterülő területeket, epifitikus vagy epilitikus, 100–1500 m tengerszint feletti magasságon.

## Jellemzői
A szártagok sötétzöldek, 30 mm hosszúak, erősen fogazottak, a szártag hirtelen végződésénél két erőteljes foggal. A terminális areola széles és vékony, barna szőröket és sertéket hordoz. A virágok 60–70 mm hosszúak, a tölcsér 20 mm hosszú. A sziromlevelek színe a skarlátvöröstől a fehérig változhat, megnyúltak, többé-kevésbé szélesek, visszahajlóak. A porzószálak fehérek, a bibeszál ciklámenszínű. Termése tojásdad, 15–20 mm nagyságú.

## Rokonsági viszonyai
A Schlumbergera subgenus tagja. A faj hosszú ideje, számos név alatt termesztik dísznövényként. Termesztésbe először Edwards vonta 1818-ban, Angliában elsőként 1822-ben virágzott, azóta karácsonyi kaktusz néven széles körben elterjedt a kertkultúrában, bár a Schlumbergera russelliana fajjal alkotott hibridje (Schlumbergera X buckleyi) a korábban elterjedtebb volt nála, mert nagyobb ellenállóságot tanúsít a termesztési hibákkal szemben. A Schlumbergera orssichiana fajjal alkotott hibridje (Schlumbergera X reginae) is számos kertészeti változat kiindulási anyagaként szolgált (Queen-hibridek); legújabban a Schlumbergera opuntioides fajjal képzett mesterséges hibridjét (Schlumbergera X exotica) is termesztésbe vonták. 
A Schlumbergera kautskyi fajt korábban csak alfaji szinten különítették el tőle, azonban morfológiai eltérések, és hibrideik hiánya miatt önálló faji rangot kapott.

## Képek
|  |  |  |  |

|  |  |

|  |